# Valencia Nova

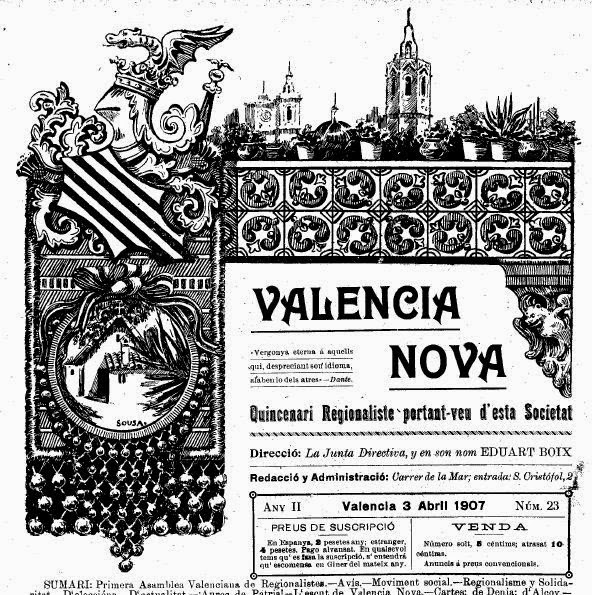
Primera página del periódico quincenal Valencia Nova editado por la sociedad del mismo nombre (3 de abril de 1907)-

Valencia Nova fue una asociación cívica y cultural fundada en Valencia en 1904. Está considerada como la primera organización del valencianismo político. «Con la aparición de Valencia Nova había surgido el valencianismo político, un movimiento que, ya desde su inicio, se distinguió netamente del ratpenatismo», ha afirmado el historiador Alfons Cucó. En 1907, con motivo del segundo aniversario de la abolición de los Furs e intentando emular el éxito de la Solidaridad Catalana, convocó la Asamblea Regionalista Valenciana, que constituyó un relativo fracaso. A principios del año siguiente cambió su nombre por el de Centre Regionalista Valencià, mientras que su sector juvenil fundaba su propia organización, la Joventut Valencianista.

## Antecedentes
El sector conservador y burgués de la Renaixença valenciana encabezado por el poeta Teodor Llorente, considerado como «el més eminent dels escriptors valencians» ('el más eminente de los escritores valencianos'), circunscribió el movimiento al ámbito exclusivamente literario, como se puso de manifiesto en la controversia que mantuvo Llorente en 1865 con el renaixentista catalán Víctor Balaguer. Sus obras, según Alfons Cucó, fueron «una inacabable letanía de evocaciones medievales y de visiones ruralizadas». En cambio el sector más popular (minoritario) encabezado por el antiguo republicano federal Constantí Llombart trató de reivindicar «todo lo que los valencianos poseían como entidad cultural e histórica». Así, desde las páginas de Lo Rat Penat, calendario fundado por Llombart en 1874, hizo llamamientos (en valenciano) para que el «público valenciano» se interesara por «la causa gloriosa que es la suya». Y cuatro años más tarde fundaba Lo Rat Penat, «societat d'aimadors de les glòries valencianes» ('sociedad de amantes de las glorias valencianas'). Sin embargo, el sector conservador predominó en la nueva entidad y ya su primer presidente Félix Pizcueta negó que su finalidad fuera «toda mira de exclusivismo provincial... o idea alguna separatista». «Nos ha costado demasiado realizar la unidad nacional, hacer una España, para que en caprichos o gustos literarios procuremos deshacerla», argumentó. Le sucedió el propio Teodoro Llorente y su cuarto presidente Rafael Ferrer y Bigné volvió a insistir en 1881 en que «no nos dejemos contagiar por tendencias esotéricas ni odios a Castilla».

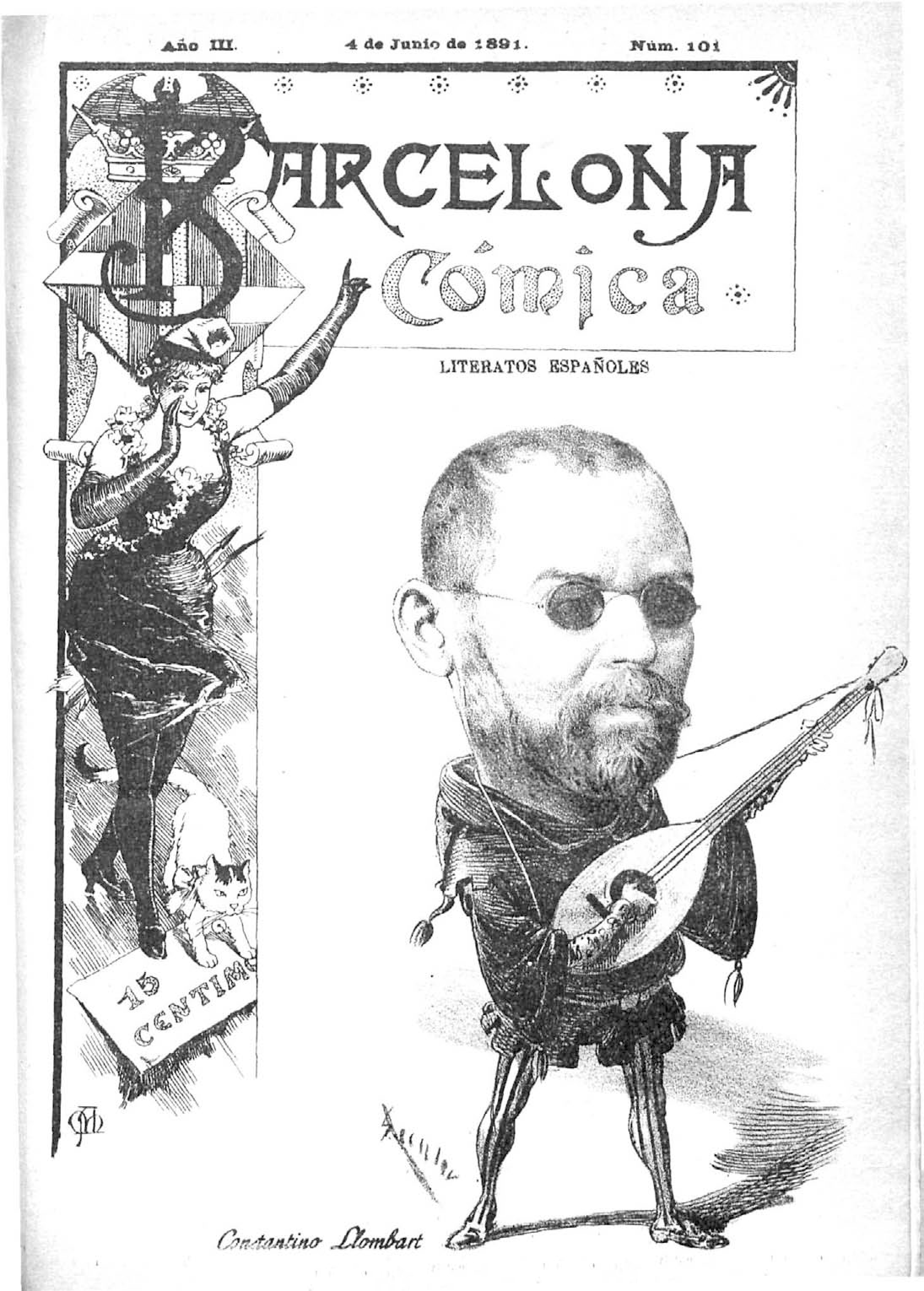
Caricatura de Constantí Llombart vestido de trovador, obra de Ramón Escaler, aparecida en la revista Barcelona Cómica el 4 de junio de 1891.

Por su parte Llombart, en desacuerdo con la orientación que llevaba Lo Rat Penat («¿Es que a las ilustradas personas colocadas hoy al frente de esta corporación, les repele consagrarse a hacer en todo y por todo VALENCIANISMO, que es el principal objeto que se propone?», escribió), fundó en 1885 la sociedad La Oronella ('La Golondrina'), de vida efímera (y de la que formó parte un joven Vicente Blasco Ibáñez, que después seguiría un camino distinto tras fundar en 1894 el diario El Pueblo). Llombart lamentó la situación de Valencia en comparación con Cataluña: «Tan cerca como está, muchas leguas parece que distan de Valencia a Cataluña: aquí todo es abandono y desdén por todo lo de casa; allí todo interés y cariño por todo lo de su tierra». Pero no pudo culminar su «treball de formiga» ('trabajo de hormiga') en defensa de la «justa i santa causa del valencianisme» porque murió en 1893, a los 44 años de edad. Según Alfons Cucó, Llombart «engendra directamente el movimiento del valencianismo político», mientras que Llorente no solo no influyó en su desarrollo, «sino que significó, en realidad, una posición completamente opuesta».
Habrá que esperar casi diez años para que los «trabajos de hormiga» de Llombart tuvieran continuidad. En 1902 el doctor Faustí Barberà pronunció el discurso inaugural de Lo Rat Penat (publicado en 1910 con el título De regionalisme i valentinicultura) que está considerado como el momento fundacional del valencianismo político ya que en él Barberà sentó las bases de lo que sería su primer cuerpo teórico y en él abogó claramente por la «liberación autonómica de nuestra tierra» y por «oponerse a la absorción y asimilación castellana». Fue la primera vez en que se cuestionó el imaginario del regionalismo valenciano y su propuesta, como la de todo el valencianismo político posterior, se basó en dos elementos: la lengua («la característica culminante que tenemos», en palabras de Barberà) y el relato histórico del pasado valenciano (el del antiguo Reino de Valencia abolido por los Decretos de Nueva Planta de 1707). «Estos dos elementos habían sido codificados por los autores de la Renaixença en décadas anteriores: Teodor Llorente o Vicent Boix, por ejemplo. Hasta entonces, sin embargo, no se habían contemplado como una palanca para la politización de la identidad en ningún sentido que no fuera español. Este fue el salto adelante del valencianismo político», ha señalado Ferran Archilés.

## Historia

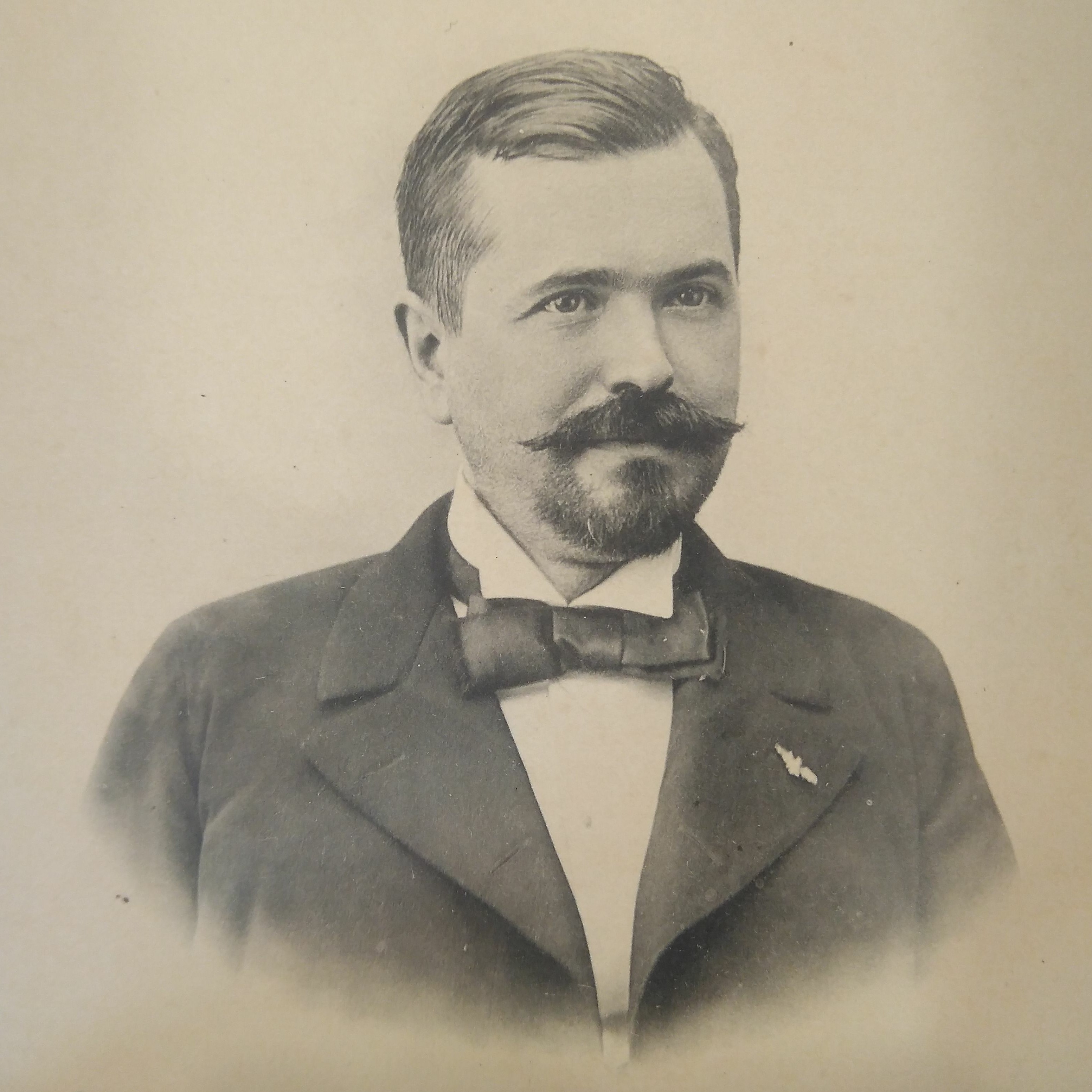
Josep Maria Puig i Torralva fue el promotor en 1904 de la sociedad Valencia Nova.

En noviembre de 1904 un grupo de miembros de Lo Rat Penat, entidad a la que consideraban «en franca decadencia, castellanizada, influida por la política conservadora del centro», «sucursal del Las Provincias», y sobre la que «el partido liberal-conservador, centralista en esencia, puso sus manos encima de las alas del Rat, y por eso no vuela... ni volará», fundaron una nueva «sociedad patriótica» valencianista, tal como había propuesto en su discurso de 1902 el doctor Faustí Barberà. Su promotor fue Josep Maria Puig i Torralva, que ya había participado en la sociedad La Oronella fundada por Constantí Llombart, y formaban parte de ella Francesc Badenes i Dalmau, Ramon Andrés i Caselles, Eduard Boix, Isidre Torres y Francesc Costell. Se reunían en la tienda de Puig i Torralva y en el café Fortis, y al grupo inicial se fueron sumando poetas, escritores y estudiantes, y miembros del artesanado y de la pequeña burguesía. Publicaron un periódico quincenal con el mismo nombre que el de la entidad.
Se organizó siguiendo el modelo de Lo Rat Penat con sus mismas secciones («Literatura i Arqueología, Belles Arts, Interessos morals i materials, Escola de Declamació, Excursions»), pero dejando claro sus diferencias e, incluso, haciendo llamamientos a sus miembros, a los «verdaderos regionalistas», para que se les unieran («¡Venid! ¡os esperamos con los brazos abiertos! ¡Venid!)». En el número 12 de Valencia Nova, publicado el 20 de octubre de 1906, se decía en un artículo titulado «La terra valenciana»:

Pero no nos extasiamos con la contemplación de su hermosura, porque la Patria Valenciana tiene derechos que defender, personalidad histórica que reafirmar, idioma que cultivar, historia que dar a conocer al pueblo, costumbres que fomentar, literatura, arte, agricultura e industria que enaltecer, y POLITICA PROPIA por la que debemos luchar. [...] Y la tarea es larga y no bien comenzada. Hacer versos a la terreta, muy buena cosa es; per contentarse con eso es amor platónico. Ver la patria esclava y no arremeter a romper sus cadenas, para poner en su lugar lazos de hermandad [germanor], es crueldad o cobardía. Nosotros, los que en Valencia Nova hemos juntado nuestros amores patrióticos, hemos venido a luchar por la autonomía del Reino de Valencia... Contentarse tan solo con chupar la miel de la tierra mientras la patria muere, no es cosa nuestra: eso queda, con raras excepciones, a los poetas de Lo Rat Penat. ¡Via Ferro!.

A finales de 1906 Faustí Barberà pasó a presidir la sociedad, pocos días después de haber entrado a la misma. «Posiblemente, la entidad necesitaba una personalidad conocida en la vida ciudadana, y el doctor Barberà, que ya había sido vicepresidente de Lo Rat Penat, era un médico que gozaba de un gran prestigio en la Valencia de la época», ha señalado Alfons Cucó. La nueva dirección encabezada por Barberà sería la que convocaría en abril del año siguiente la Asamblea Regionalista Valenciana.
Una peculiaridad organizativa de Valencia Nova fue la separación entre los socios adultos y los jóvenes, lo que tuvo su importancia en cuanto a la posición de la entidad respecto a la cuestión lingüística y a las relaciones con Cataluña. Los adultos, que pertenecían a la generación de la Renaixença valenciana, todavía mantenían la «teoría lemosinista» (en aquellos años ya totalmente descartada por la romanística) como se puso en evidencia en la respuesta que dieron a la invitación de la comisión organizadora del I Congreso Internacional de la Lengua Catalana, celebrado en Barcelona en 1906 (y al que asistieron destacados escritores y gramáticos valencianos, como Teodor Llorente y el padre Lluís Fullana), en la que se mostraron «entusiastas admiradores de la hermosa lengua d'oc, una de cuyas ramas, la valenciana, hablamos nosotros», «como también lo es la catalana». Muy diferente fue la respuesta del sector juvenil: «Allá por los siglos XIV y XV, la unidad de la raza era perfecta en el Princiado, como en Valencia y Mallorca, todos hablaban igual, en buen catalán, y escribían como hablaban. La decadencia de la Corona de Aragón... facilitó mucho la destrucción del gran árbol de la patria catalana, haciendo tres cantones de aquel pueblo, o sea, Valencia, Cataluña y Mallorca. Nosotros, los valencianos, debemos considerar la gran obra que hacen nuestros hermanos, y como ellos, trabajadores unidos todos, por la regeneración de nuestra patria». Este sector juvenil acabaría constituyendo en 1908 una organización diferenciada, la Joventut Valencianista, que pronto se enfrentaría a los conservadores regionalistas de Lo Rat Penat, mientras que Valencia Nova cambiaba su nombre por el de Centre Regionalista Valencià (a principios de 1910 estaba presidido por Francesc Costell y Miquel Duran i Tortajada era su secretario, que también era vocal de la junta directiva de la Joventut Valencianista).
La Asamblea Regionalista Valenciana fue convocada con motivo de la conmemoración del segundo centenario de la abolición de los Furs, pero su finalidad principal fue intentar reproducir en Valencia el éxito de la Solidaritat Catalana, objetivo que no se alcanzó a causa de la hostilidad de los blasquistas y de la indiferencia del resto de fuerzas políticas —los «sorianistas», que habían participado en la Asamblea, finalmenteno no se sumaron a la iniciativa—. Sin embargo, se ha destacado la importancia de los debates y de las conclusiones de la Asamblea, especialmente en lo referente a la cuestión lingüística. Ya en las bases organizativas se establecía que la lengua oficial sería «la valenciana y ses similars la catalana, mallorquina, etc.» y entre las conclusiones de la Sección de Filología y Literatura figuraba el reconocimiento oficial del valenciano y la necesidad de crear un «diario regionalista».
En mayo de 1909 el Centre Regionalista Valencià, el nuevo nombre que había adoptado Valencia Nova, decidió presentar candidatos a las elecciones municipales de la ciudad de Valencia, lo que fue destacado por el diario conservador Las Provincias: «Un caso nuevo se presenta en estas elecciones municipales: hay candidatos regionalistas. No creemos que los elementos que los sostienen estén bastante organizados para un éxito inmediato; pero, como síntoma, tiene importancia esa expresión de una idea que cada día se abre más paso». Los candidatos presentados fueron Josep Maria Olmos, Francesc Martínez i Martínez y Manuel Oller, este último también se presentaba por la Liga Católica ——de su carácter moderado dio fe Las Provincias al incluirlos entre las candidaturas de la derecha—. Ninguno de los tres consiguió ser elegido concejal (Olmos por el Distrito del Centro obtuvo 326 votos de un total de 5276; Martínez por el Distrito de la Audiencia consiguió 209 votos de un total de 2936; y Oller por el Distrito de la Vega, 1831 votos de un total de 12 261). Tras estos decepcionantes resultados el Centre Regionalista «arrastró una existencia lánguida hasta que despareció», ha señalado Alfons Cucó.